# King’s Newnham
King’s Newnham – wieś w Anglii, w hrabstwie Warwickshire. Leży 22 km na północny wschód od miasta Warwick i 129 km na północny zachód od Londynu.